# Calisson
I calisson sono dei tradizionali dolcetti provenzali.

## Composizione
Sono composti da una pasta omogenea fatta da frutta candita (melone, arancia) e mandorle e ricoperti da un sottile strato liscio di glassa, particolarmente lisci e dal colore giallo pallido. I calisson hanno una struttura non dissimile da quella del marzapane, ma hanno un sapore distintamente fruttato. Sono spesso realizzati a forma di mandorla e sono in genere circa cinque centimetri di lunghezza. I calisson sono tradizionalmente associati con la città di Aix-en-Provence, in Francia, di conseguenza, la maggior parte della fornitura mondiale di calisson è ancora realizzata nella regione della Provenza.

## Storia
La sua etimologia più probabile, stabilita dal sociolinguista provenzale Philippe Blanchet nel 1998, è che il provenzale calissoun sia formato da “calice” e dal diminutivo “-oun”, ovvero “piccolo calice”. Di piccole dimensioni e piccolo nel valore sacro. La parola "calice", infatti, in provenzale come in francese (abbiamo la forma "calitz" dall'antica langue d'oc), designava dapprima la sacra coppa dell'Eucaristia, e per estensione la stessa comunione. Ora la comunione è il vino e l'ostia, distribuita in una coppa. E il calisson è, ritualmente, una sorta di ostia.
Secondo una leggenda popolare i calisson in Provenza si riscontrano intorno alla metà del quindicesimo secolo, in occasione del secondo matrimonio del re Renato d'Angiò. Altri suggeriscono che la ricetta dei calisson non sia stata introdotta nella sua forma moderna fino al sedicesimo secolo, cioè quando furono avviate le prime colture di mandorle con sede in Aix-en-Provence.